# Бютейдях (Верхневилюйский улус)
Бютейдя́х (якут. Бүтэйдээх) — село в Верхневилюйском улусе Якутии России. Входит в состав Дюллюкинского наслега.

## География
Село расположено на северо-западе региона, в пределах географической зоны таёжных лесов Вилюйского плато Среднесибирского плоскогорья, в заболоченной местности, богатой небольшими озёрами.
Географическое положение
Расстояние до улусного центра — села Верхневилюйск — 55 км, до центра наслега — села Дюллюкю — 15 км.
Климат
В населённом пункте, как и во всем районе, климат резко континентальный, с продолжительным зимним и коротким летним периодами. Суммарная продолжительность периода со снежным покровом 6-7 месяцев в год. Среднегодовая температура составляет 11,1°С.

## История
Согласно Закону Республики Саха (Якутия) от 30 ноября 2004 года N 173-З N 353-III село вошло в образованное муниципальное образование Дюллюкинский наслег.

## Население
| 2002 | 2010 | 2021 |
| ---- | ---- | ---- |
| 17   | ↘8   | ↗9   |

Национальный состав
Согласно результатам переписи 2002 года, в национальной структуре населения якуты составляли 100 % от общей численности населения в 17 чел.

## Улицы
В селе имеются одна улица: Бутэйдээх.

## Экономика
Животноводство (мясо-молочное скотоводство, мясное табунное коневодство).

## Инфраструктура
К северу от села находится МТФ Бютейдях.